# 冰霜杰克

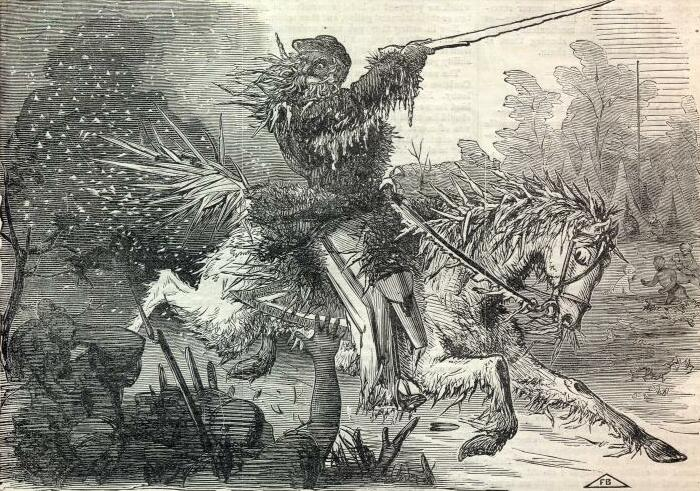
19世紀美國的冰霜杰克畫像。

冰霜傑克（英語：Jack Frost）是西方民間傳說中冬季的精靈，人們認為冬季天寒地凍的天氣及鼻頭和手指的凍傷是由他帶來的。他也是英語中「Jack Frost nipping」一詞的由來。冬季窗戶玻璃上冰凍結霜形成的蕨葉狀花紋，也被認為是冰霜傑克留下的痕跡。他可以說是冬天的擬人化形象。

## 相關作品
- 雪人情缘
- 守护者聯盟
- 女神转生系列［冰霜杰克（日语：ジャックフロスト）是Atlus的吉祥物，贯穿《真·女神转生》大系的主要角色，出现次数最多的仲魔之一。］